# Liga lekkoatletyczna sezon 2011
Liga lekkoatletyczna sezon 2011 – rozgrywki ligowe organizowane przez Polski Związek Lekkiej Atletyki, podzielone na klasy rozgrywkowe: ekstraklasę, I i II ligę.
Zawody rozgrywane były w dwóch rzutach, wiosennych mityngach oraz jesiennych zawodach finałowych. Wyniki uzyskane przez zawodników przeliczane były na punkty, które decydowały o miejscu zajmowanym przez dany klub.
Finał ekstraklasy (II rzut) odbył się 10 września 2011 w Krakowie.

## Ekstraklasa – tabela końcowa
| Miejsce | Nazwa klubu                   | Liczba punktów | Uwagi  |
| ------- | ----------------------------- | -------------- | ------ |
| 1       | KS AZS AWF Kraków (m)         | 3642           | złoto  |
| 2       | AZS-AWF Warszawa              | 3540           | srebro |
| 3       | AZS-AWF Katowice              | 3251           | brąz   |
| 4       | WKS Śląsk Wrocław             | 3222           |        |
| 5       | AZS-AWFiS Gdańsk              | 3146           |        |
| 6       | KS Podlasie Białystok         | 2955           |        |
| 7       | KS AZS AWF Biała Podlaska     | 2889           |        |
| 8       | AZS UMCS Lublin               | 2846           |        |
| 9       | KS Agros Zamość               | 2828           |        |
| 10      | SL WKS Zawisza Bydgoszcz      | 2744           |        |
| 11      | MKS MOS Płomień Sosnowiec (b) | 2641           |        |
| 12      | ZLKL Zielona Góra (b)         | 2096           |        |
| 13      | KS AZS AWF Wrocław            | DNS            |        |

W sezonie 2012 szeregi ekstraklasy zasilą kluby: AZS KU Politechniki Opolskiej Opole, AZS Łódź, RTS Łódź, Wawel Kraków.
| Opis tabeli ekstraklasy:               |
| -------------------------------------- |
| (m) – Mistrz z poprzedniego sezonu     |
| (b) – beniaminek                       |
| DNS – drużyna nieskwalifikowana        |
| mistrzostwo                            |
| spadek lub wycofanie klubu z rozgrywek |